# Centre de recherche en biotechnologie
Le Centre de recherche en biotechnologie (CRBT) est un centre de recherche biologique algérien, sous la tutelle du ministère de l'Enseignement supérieur et de la Recherche scientifique. Il est situé à Constantine.

## Historique
Il est connu pour avoir été le premier centre national de biotechnologie et un des premiers au monde,.
Fonctionnel depuis mai 2010 sous la tutelle du Premier ministre, il a  pour mission principale le développement de la recherche notamment appliquée dans le domaine des biotechnologies en impliquant des partenaires socio-économiques et la valorisation des ressources biologiques dans une démarche de développement durable. Sa directrice générale est Halima Benbouza.